# Krešimir Galin
Krešimir Galin (Varaždin, 17. veljače 1947. – Zagreb, 1. travnja 2021.), hrvatski etnomuzikolog, etnolog i orguljaš. Bio je zastupnik teze o neslavenskom podrijetlu Hrvata.

## Životopis
Rođen je 1947. godine u Varaždinu. Osnovnu i nižu glazbenu školu pohađa u Osijeku. Gimnaziju i srednju glazbenu školu završio je u Zagrebu. Na Muzičkoj Akademiji u Zagrebu diplomirao je studij orgulja 1973. godine u klasi Anđelka Klobučara. Jedan je od samo troje diplomanata iz klase prof. Klobučara, uz Hvalimiru Bledšnajder (1972.) i Jesenku Tješić (1972.). Godine 1977. diplomirao je etnomuzikologiju pod mentorstvom Jerka Bezića, te iste godine usavršavao i klavir. Poslijediplomski studij etnomuzikologije završio je 1983. godine na Muzičkoj Akademiji u Zagrebu s magistarskim radom Aerofona i idiofona folklorna glazbala u Hrvatskoj u prvoj polovini 20. stoljeća. Etnologiju je diplomirao na Filozofskom fakultetu Sveučilišta u Zagrebu. 
Kao znanstveni asistent-etnomuzikolog (etnoorganolog) radio je gotovo dvadesetak godina u Institutu za etnologiju i folkloristiku u Zagrebu, kao stručnjak za hrvatska narodna glazbala, gdje je provodio znanstvena etnomuzikološka i etnoorganološka istraživanja na terenu i objavio oko trideset znanstvenih radova u zborniku radova Instituta, Zborniku radova Udruženja folklorista, a kasnije i u Grobničkom zborniku.
Dvaput je bio izabiran za predsjednika Hrvatskog društva folklorista. Kao voditelj usavršavanja za svirače tradicijskih hrvatskih glazbala više puta djelovao je na Ljetnim školama folklora (Punat i Korčula) u organizaciji Kulturno-prosvjetnog sabora Hrvatske i u Grožnjanu, sjedištu Hrvatske glazbene mladeži u Istri.

## Djela
Autor je četiri knjige i tridesetak znanstvenih radova:
- Priručnik hrvatskih narodnih glazbala
- Atlas hrvatskih narodnih glazbala
- Tragom zvuka i običaja
- Keltsko kulturno nasljeđe u Hrvata

## Vanjske poveznice
- Institut za etnologiju i folkloristiku: mr. sc. Krešimir Galin (životopis)
- Hrvatska akademska zajednica domovine i dijaspore: Krešimir Galin
- CROLIST: Galin Krešimir (bibliografija)